# Episodi di Mike & Molly (quinta stagione)
La quinta stagione della serie televisiva Mike & Molly, composta da 22 episodi, è stata trasmessa sul canale statunitense CBS dall'8 dicembre al 18 maggio 2015.
In Italia la stagione è stata trasmessa in prima visione dal canale a pagamento Joi, della piattaforma Mediaset Premium, dal 21 febbraio al 18 luglio 2015. In chiaro è stata trasmessa su Italia 1 dal 27 novembre 2015.
| nº | Titolo originale                  | Titolo italiano               | Prima TV originale | Prima TV Italia  |
| -- | --------------------------------- | ----------------------------- | ------------------ | ---------------- |
| 1  | The Book of Molly                 | Il libro di Molly             | 8 dicembre 2014    | 21 febbraio 2015 |
| 2  | To Have and Withhold              | Ottenere e mantenere          | 15 dicembre 2014   | 28 febbraio 2015 |
| 3  | Tis the Season to Be Molly        | I giorni delle feste          | 22 dicembre 2014   | 7 marzo 2015     |
| 4  | Gone Cheatin                      | La scappatella                | 29 dicembre 2014   | 14 marzo 2015    |
| 5  | Molly's Neverending Story         | La storia infinita di Molly   | 5 gennaio 2015     | 21 marzo 2015    |
| 6  | The Last Temptation of Mike       | L'ultima tentazione di Mike   | 12 gennaio 2015    | 28 marzo 2015    |
| 7  | Support Your Local Samuel         | Difficoltà economiche         | 19 gennaio 2015    | 4 aprile 2015    |
| 8  | Mike Check                        | Il check up di Mike           | 2 febbraio 2015    | 11 aprile 2015   |
| 9  | Hack to the Future                | Ritorno al futuro             | 9 febbraio 2015    | 18 aprile 2015   |
| 10 | Checkpoint Joyce                  | Posto di blocco               | 16 febbraio 2015   | 25 aprile 2015   |
| 11 | Immaculate Deception              | Inganno immacolato            | 23 febbraio 2015   | 2 maggio 2015    |
| 12 | The World According to Peggy      | Il mondo secondo Peggy        | 2 marzo 2015       | 9 maggio 2015    |
| 13 | Buy the Book                      | Comprate il mio libro         | 9 marzo 2015       | 16 maggio 2015   |
| 14 | What Ever Happened to Baby Peggy? | Che fine ha fatto Baby Peggy? | 16 marzo 2015      | 23 maggio 2015   |
| 15 | Pie Fight                         | La guerra delle torte         | 23 marzo 2015      | 30 maggio 2015   |
| 16 | Cocktails and Calamine            | Cocktail e punture di vespe   | 30 marzo 2015      | 6 giugno 2015    |
| 17 | Mudlick or Bust                   | Gita a Mudlick                | 13 aprile 2015     | 13 giugno 2015   |
| 18 | No Kay Morale                     | No a Kay depressa             | 20 aprile 2015     | 20 giugno 2015   |
| 19 | Mother from Another Mudlck        | Un amore di zia               | 27 aprile 2015     | 27 giugno 2015   |
| 20 | Fight to the Finish               | Scontro finale                | 4 maggio 2015      | 4 luglio 2015    |
| 21 | Near Death to Us Part             | Il quasi matrimonio           | 11 maggio 2015     | 11 luglio 2015   |
| 22 | The Bitter Man and the Sea        | Il rancoroso e il mare        | 18 maggio 2015     | 18 luglio 2015   |

## Ritorno al futuro
- Titolo originale: Hack to the Future
- Diretto da: David Trainer
- Scritto da: Chuck Lorre e Al Higgins

### Trama
- Guest star: Steve Valentine (editore)

## Comprate il mio libro
- Titolo originale: Buy the Book
- Diretto da: Michael McDonald
- Scritto da: Chuck Lorre e Al Higgins

### Trama
- Guest star: Steve Valentine (editore)

## No a Kay depressa
- Titolo originale: No Kay Morale
- Diretto da: Melissa McCarthy
- Scritto da: Al Higgins e Marla DuMont

### Trama
- Guest star: Kathy Bates (Kay)